# British Academy Film Award/Bestes Drehbuch
British Academy Film Award: Bestes Drehbuch (Best Screenplay)
Gewinner und Nominierte in der Kategorie Bestes Drehbuch (Best Screenplay) seit der ersten Verleihung bei den British Academy Film Awards (BAFTA Awards) im Jahr 1955. Von 1955 bis 1968 wurde der Preis in der Kategorie Bestes britisches Drehbuch vergeben; seit 1969 werden zwei Drehbuchpreise vergeben: in den Kategorien Bestes Originaldrehbuch und Bestes adaptiertes Drehbuch.

## 1950er-Jahre
1955
George Tabori, Robin Estridge – Die jungen Liebenden (The Young Lovers)
Nicholas Phipps – Aber, Herr Doktor… (Doctor in the House)
David Lean, Norman Spencer, Wynyard Browne – Herr im Haus bin ich (Hobson’s Choice)
Hugh Mills, René Clément – Liebling der Frauen (Monsieur Ripois)
Renato Castellani – Romeo und Julia (Romeo and Juliet)
Jack Whittingham – The Divided Heart
William Rose – Der alte Kahn (The Maggie)
Eric Ambler – Flammen über Fernost (The Purple Plain)

1956
William Rose – Ladykillers (The Ladykillers)
Nicholas Phipps, Jack Davies – Doktor Ahoi! (Doctor at Sea)
Sidney Gilliat, Val Valentine – So etwas lieben die Frauen (The Constant Husband)
R.C. Sherriff – Mai 1943 – Die Zerstörung der Talsperren (The Dam Busters)
Terence Rattigan – Lockende Tiefe (The Deep Blue Sea)
R.C. Sherriff – Sie waren 13 (The Night My Number Came Up)
Bridget Boland – Der Gefangene (The Prisoner)
William Rose – Meine bessere Hälfte (Touch and Go)
John Baines – Simba

1957
Nigel Balchin – Der Mann, den es nie gab (The Man Who Never Was)
W.P. Lipscomb, Richard Mason – Der lange Weg nach Alice Springs (A Town Like Alice)
Frank Harvey, John Boulting – Der beste Mann beim Militär (Private’s Progress)
Lewis Gilbert – Allen Gewalten zum Trotz (Reach for the Sky)
Moore Raymond, Anthony Kimmins – Smiley
Michael Powell, Emeric Pressburger – Panzerschiff Graf Spee (The Battle of the River Plate)
Sidney Gilliat, Frank Launder – Der grüne Mann (The Green Man)
Hubert Gregg, Vernon Harris – Drei Mann in einem Boot (Three Men in a Boat)
John Cresswell, Joan Henry – Umfange mich, Nacht (Yield to the Night)

1958
Pierre Boulle – Die Brücke am Kwai (The Bridge on the River Kwai)
Arthur Laurents – Anastasia
John Kruse, Cy Endfield – Duell am Steuer (Hell Drivers)
Jack Whittingham – The Birthday Present
William Rose, John Eldridge – Versuchsmaschine CB 5 (The Man in the Sky)
Terence Rattigan – Der Prinz und die Tänzerin (The Prince and the Showgirl)
William Rose, John Eldridge – The Smallest Show on Earth
Charles Kaufman – Esther Costello (The Story of Esther Costello)
Jill Craigie – Der Mann im Feuer (Windom’s Way)
Ted Willis – Die Frau im Morgenrock (Woman in a Dressing Gown)

1959
Paul Dehn – Der lautlose Krieg (Orders to Kill)

## 1960er-Jahre
1960
Frank Harvey, John Boulting, Alan Hackney – Junger Mann aus gutem Haus (I’m All Right Jack)
Ben Barzman, Millard Lampell – Die tödliche Falle (Blind Date)
Wolf Mankowitz – Expresso Bongo
Nigel Kneale – Blick zurück im Zorn (Look Back in Anger)
Ted Willis – No Trees in the Street
Robin Estridge – Brennendes Indien (North West Frontier)
Janet Green – Das Mädchen Saphir (Sapphire)
Alec Guinness – Des Pudels Kern (The Horse’s Mouth)
John Hawkesworth, Shelley Smith – Tiger Bay

1961
Bryan Forbes – Zorniges Schweigen (The Angry Silence)
Roger MacDougall, Guy Hamilton, Ivan Foxwell – Hochverrat mit Hindernissen (A Touch of Larceny)
Val Guest – Hetzjagd (Hell Is a City)
Alan Sillitoe – Samstagnacht bis Sonntagmorgen (Saturday Night and Sunday Morning)
Howard Clewes – Bankraub des Jahrhunderts (The Day They Robbed the Bank of England)
John Osborne, Nigel Kneale – Der Komödiant (The Entertainer)
Bryan Forbes – Die Herren Einbrecher geben sich die Ehre (The League of Gentlemen)
Wolf Mankowitz – Die Millionärin (The Millionairess)
Ken Hughes – Der Mann mit der grünen Nelke (The Trials of Oscar Wilde)
James Kennaway – Einst ein Held (Tunes of Glory)

1962
Shelagh Delaney, Tony Richardson – Bitterer Honig (A Taste of Honey)

Wolf Mankowitz, Val Guest – Der Tag, an dem die Erde Feuer fing (The Day the Earth Caught Fire)
Ted Willis – Flame in the Streets
Carl Foreman – Die Kanonen von Navarone (The Guns of Navarone)
Janet Green, John McCormick – Der Teufelskreis (Victim)
Keith Waterhouse, Willis Hall – … woher der Wind weht (Whistle Down the Wind)

1963
Robert Bolt – Lawrence von Arabien (Lawrence of Arabia)
Willis Hall, Keith Waterhouse – Nur ein Hauch Glückseligkeit (A Kind of Loving)
Peter Ustinov, DeWitt Bodeen – Die Verdammten der Meere (Billy Budd)
Bryan Forbes – Lieben kann man nur zu zweit (Only Two Can Play)
Geoffrey Cotterell, Ivan Foxwell – Tiara Tahiti
Wolf Mankowitz – Walzer der Toreros (Waltz of the Toreadors)

1964
John Osborne – Tom Jones – Zwischen Bett und Galgen (Tom Jones)
Keith Waterhouse, Willis Hall – Geliebter Spinner (Billy Liar)
Harold Pinter – Der Diener (The Servant)
David Storey – Lockender Lorbeer (This Sporting Life)

1965
Harold Pinter – Schlafzimmerstreit (The Pumpkin Eater)
Edward Anhalt – Becket
Stanley Kubrick, Peter George, Terry Southern  – Dr. Seltsam oder: Wie ich lernte, die Bombe zu lieben (Dr. Strangelove or: How I Learned to Stop Worrying and Love the Bomb)
Bryan Forbes – An einem trüben Nachmittag (Séance on a Wet Afternoon)

1966
Frederic Raphael – Darling
Ray Rigby – Ein Haufen toller Hunde (The Hill)
Bill Canaway, James Doran – Ipcress – streng geheim (The Ipcress File)
Charles Wood – Der gewisse Kniff (The Knack …and How to Get It)

1967
David Mercer – Protest (Morgan: A Suitable Case for Treatment)
Bill Naughton – Der Verführer läßt schön grüßen (Alfie)
Kevin Brownlow, Andrew Mollo – It Happened Here
Harold Pinter – Das Quiller-Memorandum – Gefahr aus dem Dunkel (The Quiller Memorandum)

1968
Robert Bolt – Ein Mann zu jeder Jahreszeit (A Man for All Seasons)
Harold Pinter – Accident – Zwischenfall in Oxford (Accident)
Paul Dehn – Anruf für einen Toten (The Deadly Affair)
Frederic Raphael – Zwei auf gleichem Weg (Two for the Road)

1969
Calder Willingham, Buck Henry – Die Reifeprüfung (The Graduate)
David Sherwin – If… (if…)
James Goldman – Der Löwe im Winter (The Lion in Winter)

## 1970er-Jahre
1970
Waldo Salt – Asphalt-Cowboy (Midnight Cowboy)
Arnold Schulman – Zum Teufel mit der Unschuld (Goodbye Columbus)
Larry Kramer – Liebende Frauen (Women in Love)
Costa-Gavras, Jorge Semprún – Z

1971
William Goldman – Zwei Banditen (Butch Cassidy and the Sundance Kid)
Paul Mazursky, Larry Tucker – Bob & Carol & Ted & Alice (Bob & Carol & Ted & Alice)
Barry Hines, Ken Loach, Tony Garnett – Kes
James Poe, Robert E. Thompson – Nur Pferden gibt man den Gnadenschuß (They Shoot Horses, Don’t They?)

1972
Harold Pinter – Der Mittler (The Go-Between)
Neville Smith – Auf leisen Sohlen (Gumshoe)
Penelope Gilliatt – Sunday, Bloody Sunday
Miloš Forman, John Guare, Jean-Claude Carrière, Jon Klein – Taking Off

1973
Paddy Chayefsky – Hospital (The Hospital)

Larry McMurtry, Peter Bogdanovich – Die letzte Vorstellung (The Last Picture Show)
Stanley Kubrick – Uhrwerk Orange (A Clockwork Orange)
Jay Presson Allen – Cabaret

1974
Luis Buñuel, Jean-Claude Carrière – Der diskrete Charme der Bourgeoisie (Le charme discret de la bourgeoisie) – 
Anthony Shaffer – Mann, bist du Klasse! (A Touch of Class)
Anthony Shaffer – Mord mit kleinen Fehlern (Sleuth)
Kenneth Ross – Der Schakal (The Day of the Jackal)

1975
Robert Towne – Chinatown

Robert Towne – Das letzte Kommando (The Last Detail)
Mel Brooks, Norman Steinberg, Andrew Bergman, Richard Pryor, Alan Uger – Der wilde wilde Westen (Blazing Saddles)
Louis Malle, Patrick Modiano – Lacombe, Lucien
Francis Ford Coppola – Der Dialog (The Conversation)

1976
Robert Getchell – Alice lebt hier nicht mehr (Alice Doesn’t Live Here Anymore)
Frank Pierson – Hundstage (Dog Day Afternoon)
Peter Benchley, Carl Gottlieb – Der weiße Hai (Jaws)
Joan Tewkesbury – Nashville

1977
Alan Parker – Bugsy Malone
William Goldman – Die Unbestechlichen (All the President’s Men)
Lawrence Hauben, Bo Goldman – Einer flog über das Kuckucksnest (One Flew Over the Cuckoo’s Nest)
Neil Simon – Die Sunny Boys (The Sunshine Boys)

1978
Woody Allen, Marshall Brickman – Der Stadtneurotiker (Annie Hall)
Peter Shaffer – Equus – Blinde Pferde (Equus)
Paddy Chayefsky – Network
Sylvester Stallone – Rocky

1979
Alvin Sargent – Julia
John Considine, Patricia Resnick, Allan F. Nicholls, Robert Altman – Eine Hochzeit (A Wedding)
Steven Spielberg – Unheimliche Begegnung der dritten Art (Close Encounters of the Third Kind)
Neil Simon – Der Untermieter (The Goodbye Girl)

## 1980er-Jahre
1980
Woody Allen, Marshall Brickman – Manhattan
Mike Gray, T. S. Cook, James Bridges – Das China-Syndrom (The China Syndrome)
Deric Washburn – Die durch die Hölle gehen (The Deer Hunter)
Colin Welland, Walter Bernstein – Yanks – Gestern waren wir noch Fremde (Yanks)

1981
Jerzy Kosiński – Willkommen Mr. Chance (Being There)
Jim Abrahams, David Zucker, Jerry Zucker – Die unglaubliche Reise in einem verrückten Flugzeug (Airplane!)
Robert Benton – Kramer gegen Kramer (Kramer vs. Kramer)
Christopher De Vore, Eric Bergren, David Lynch – Der Elefantenmensch (The Elephant Man)

1982
Bill Forsyth – Gregory’s Girl
John Guare – Atlantic City, USA (Atlantic City)
Colin Welland – Die Stunde des Siegers (Chariots of Fire)
Harold Pinter – Die Geliebte des französischen Leutnants (The French Lieutenant’s Woman)

1983
Costa-Gavras, Donald Stewart – Vermißt (Missing)
Melissa Mathison – E.T. – Der Außerirdische (E.T.: The Extra-Terrestrial)
John Briley – Gandhi
Ernest Thompson – Am goldenen See (On Golden Pond)